# 1737
Évszázadok: 17. század – 18. század – 19. század
Évtizedek: 1680-as évek – 1690-es évek – 1700-as évek – 1710-es évek – 1720-as évek – 1730-as évek – 1740-es évek – 1750-es évek – 1760-as évek – 1770-es évek – 1780-as évek
Évek: 1732 – 1733 – 1734 – 1735 –  1736 – 1737 – 1738 – 1739 – 1740 – 1741 – 1742

## Események

### Határozott dátumú események
- július 28. – Az orosz-török háborúba belépő császári seregek elfoglalják Ništ.[1]
- október 16. – A császári hadsereg feladja Ništ.[1]

### Határozatlan dátumú események
- Megjelenik a Nagyszombati Egyetem fennállásának százéves évfordulójára Kazy Ferenc műve; a Historia Universitatis Tyrnaviensis.

## Születések
- január 29. – Thomas Paine, angol származású, az Amerikai Egyesült Államokban és Franciaországban tevékenykedő politikus, újságíró, esszéista († 1809)
- március 9. – Josef Mysliveček, cseh zeneszerző († 1781)
- május 8. – Edward Gibbon, brit történész († 1794)
- augusztus 5. – Johann Friedrich Struensee, dán miniszter, orvos († 1772)
- szeptember 9. – Luigi Galvani, olasz orvos és fizikus († 1798)
- szeptember 14. – Michael Haydn, osztrák klasszicista zeneszerző, Joseph Haydn öccse († 1806)
- szeptember 15. – Aranka György, magyar író († 1817)
- október 7. – Laszlovszky József Buda szenátora, a város bírája, megyei táblabíró és polgármester († 1818)

## Halálozások
- április 8. – Amade Antal, költő (* 1674)
- augusztus 3. – Ifjabb Buchholtz György, magyar író, költő, természettudós, iskolaigazgató (* 1688)
- december 18. – Antonio Stradivari, olasz hegedűkészítő (* 1643 vagy 1644)